# Калев (спортивне товариство)

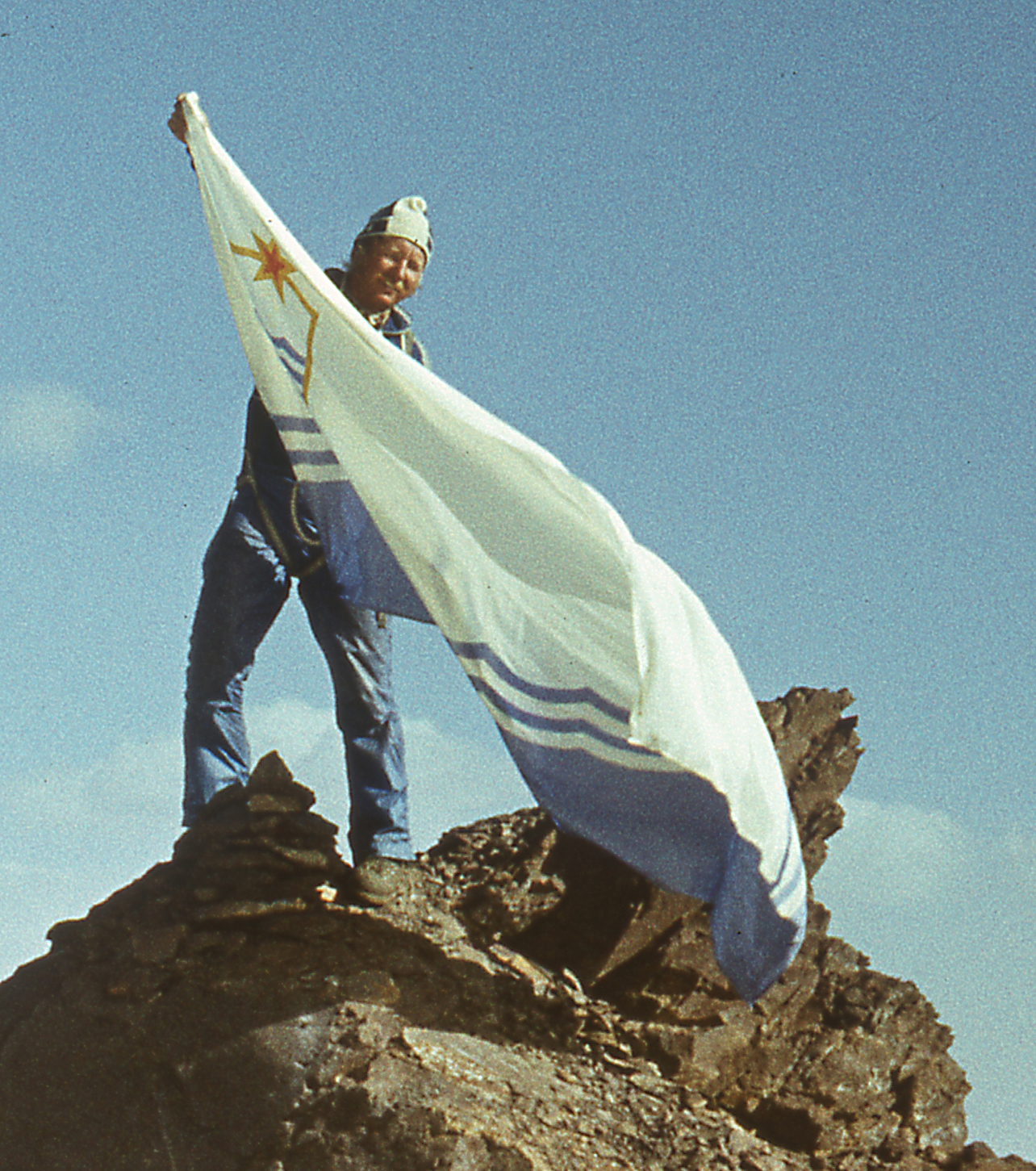
Альпініст Калев Муру з прапором товариства «Калев»

«Калев» (ест. Kalev) — естонське спортивне товариство. Засноване 1901 року в Ревелі. Діяло в Російській імперії, незалежній Естонії та в радянській окупації (як добровільне спортивне товариство працівників промисловости Естонської РСР). Після відновлення незалежности Естонії «Калев» продовжив функціонування.
Отримало назву від імені героя естонських міфів велетня Калева, батька Калевіпоеґа.

## Історія
У перші десятиліття «Калев» був найбільшим естонським спортивним товариством. Наприклад, його представляли Юрі Лоссманн (перший олімпійський призер Естонії; «срібло» на Іграх 1920 року) і Альфред Неуланд (перший олімпійський чемпіон Естонії; «золото» 1920 року).
1940 року, з окупацією балтійських країн, «Калев» ліквідували, а його об'єкти передали товариству «Динамо». Відновлене 1944 року як радянське естонське добровільне спортивне товариство.
Станом на 1960 рік у складі товариства було 365 колективів фізичної культури, що об'єднували бл. 54 тисячі осіб. За 1959 рік «Калев» підготував 48 майстрів спорту.
1963 року Центральна рада ДСТ «Калев» заснувала відзнаку почесного члена товариства. Значок вручають спортсменам «Калева» за особливі досягнення. Перша церемонія нагородження відбулася в січні 1964 року.
Станом на 1972 рік «Калев» об'єднував 109,4 тисячі фізкультурників (з усіх 230,7 тис. фізкультурників республіки).
1985 року товариство налічувало близько 233 тисяч членів. У «Калеві» культивувати понад 40 видів спорту, найбільших успіхів спортсмени досягали у вітрильному спорті, моторних видах спорту, підводному спорті, легкій атлетиці, баскетболі та волейболі. 1987 року відбулася реорганізація радянського спорту — профспілкові спортивні клуби ліквідовано, «Калев» об'єднали зі сільським ДСТ «Йиуд».
Як самостійне товариство «Калев» продовжив діяльність 1991 року, з відновленням незалежности Естонії. На початку 2000-х років товариство мало понад 15 тисяч членів, 9 регіональних відділень, 10 спортивних шкіл і понад 20 спортивних клубів.

## Відомі спортсмени
Призери чемпіонатів світу чи Олімпійських ігор:
- Антс Антсон (ковзанярський спорт)
- Пауль Керес (шахи)
- Юрі Лоссманн (марафонський біг)
- Альфред Неуланд (важка атлетика)
- Едуард Пютцеп (греко-римська боротьба)
- Гаральд Таммер (важка атлетика)
- Тоомас Тиністе (вітрильний спорт)
- Тину Тиністе (вітрильний спорт)
- Олександр Чучелов (вітрильний спорт)

## Відомі команди
Команди-призери національної першости чи Кубка країни:
- «Калев» Таллінн (баскетбол)
- «Калев» Таллінн (волейбол)
- «Калев» Таллінн (футбол, жінки)
- «Калев» Таллінн (футбол)
- «Калев» Сілламяе (футбол)